# ISO 3166-2:BJ
Die Liste der ISO-3166-2-Codes für  Benin enthält die Codes für die zwölf Departements.

Die Codes bestehen aus zwei Teilen, die durch einen Bindestrich voneinander getrennt sind. Der erste Teil gibt den Landescode gemäß ISO 3166-1 (für  Benin BJ), der zweite den Code für das Departement wieder.
Die aktuellen Codes stehen auf der Seite der ISO unter #iso:code:3166:BJ zur Verfügung.

Departements Benins

Bei der Änderung im zweiten Newsletter (ISO 3166-2:2002-05-21) wurden zu den sechs bestehenden noch sechs neue Departements hinzugefügt: Alibori, Collines, Donga, Couffo, Littoral und Plateau.
| Departement | Code  |
| ----------- | ----- |
| Alibori     | BJ-AL |
| Atakora     | BJ-AK |
| Atlantique  | BJ-AQ |
| Borgou      | BJ-BO |
| Collines    | BJ-CO |
| Couffo      | BJ-KO |
| Donga       | BJ-DO |
| Littoral    | BJ-LI |
| Mono        | BJ-MO |
| Ouémé       | BJ-OU |
| Plateau     | BJ-PL |
| Zou         | BJ-ZO |